# 第二次掠奪多瑞亞斯
在托爾金奇幻小說的中土大陸裡，第二次掠奪多瑞亞斯，或稱第二次親族殘殺（The Second Kinslaying）是貝爾蘭爆發的一場戰事。這場戰鬥並未被認為是貝爾蘭的主要戰役。這場戰鬥引致辛達族精靈王國多瑞亞斯Doriath 滅亡。
薩恩渡口之戰後，迪歐·埃盧希爾Dior Eluchíl 帶著家人離開他的父母，伊甸人英雄獨臂貝倫Beren 及多瑞亞斯精靈公主露西安·緹努維兒Lúthien Tinúviel。迪歐與妻子寧羅絲Nimloth、兒子們埃盧瑞及埃盧林Eluréd and Elurín 和女兒愛爾溫Elwing，抵達了多瑞亞斯。當地殘存的辛達族Sindar 精靈迎接了他們，於失去統治者的悲傷中恢復。迪歐使用多瑞亞斯之王的稱號，決定要復興多瑞亞斯。
當時精靈寶鑽仍在貝倫及露西安手上，露西安佩戴起鑲有精靈寶鑽的項鍊諾格萊迷爾Nauglamír。506年的秋天時，綠精靈貴族來到多瑞亞斯，把諾格萊迷爾送到迪歐手上。迪歐意識到貝倫及露西安逝去，於是他佩戴起項鍊，成為塵世間最美麗的生靈。迪歐佩戴起項鍊的消息，亦同時傳到費諾眾子的耳中。原本他們不敢招惹露西安，但現在他們意圖履行誓言的願望，又重新回來。
費諾眾子希望取回寶鑽，首先他們使用和平手段，派出使者去要求迪歐把寶鑽歸還他們。不過，迪歐卻無任何回覆。凱勒鞏Celegorm 策動他的兄弟，對多瑞亞斯發動攻擊。費諾眾子帶著追隨者，於深冬時偷襲明霓國斯Menegroth。多瑞亞斯精靈雖然受到襲擊，但仍然奮力抵抗。第二次精靈的親族殘殺Kinslaying 發生。雙方在千石窟宮殿裡戰鬥，凱勒鞏被迪歐擊殺，同時庫路芬Curufin 和卡蘭希爾Caranthir 亦當場戰死。
多瑞亞斯精靈頑強抵抗，但最終仍然失敗。迪歐和他的妻子寧羅絲遭到殺害。大部份多瑞亞斯精靈亦遭到殺害。凱勒鞏的部屬抓獲了迪歐的兒子，埃盧瑞及埃盧林，並將他們丟棄在森林裡，要他們活活餓死，以報復凱勒鞏被殺的仇。梅斯羅斯Maedhros 對此十分懊悔，並多次派人尋找他們，均告失敗。埃盧瑞及埃盧林的命運自此無人得知。多瑞亞斯自此毀滅，再無復興。
雖然費諾眾子攻取了多瑞亞斯，但他們尋遍整個宮殿也找不到他們的目的，精靈寶鑽。因為在混戰期間，一小群辛達族精靈抱著愛爾溫和帶著精靈寶鑽，逃離了敵人攻擊，沿西瑞安河來到河口，並受到其他精靈的庇護。亦因為費諾眾子殺害迪歐（以及他們攻擊西瑞安河口港），他們最終被剝奪了精靈寶鑽的擁有權。